# Aurură de cesiu
Aurura de cesiu (CsAu) este un compus anorganic care conține ionul neobișnuit Au-. Poate fi obținută prin încălzirea unui amestec stoichiometric de cesiu și aur.

## Proprietăți chimice
Compusul reacționează violent cu apa, rezultând hidroxidul de cesiu, aur metalic și hidrogen gazos: 
2CsAu + 2H2O = 2CsOH + 2Au + H2↑
Reacționează foarte ușor cu oxigenul:
4CsAu + O2 = 2Cs2O + 4Au.
Și cu halogenii:
2CsAu + Cl2 = 2CsCl + 2Au.
Prin reacția cu azotatul de bariu se poate obține aurura de bariu:
2CsAu + Ba(NO3)2 = BaAu2 + 2Cs(NO3).